# Jozef Marko (generál)
Jozef Marko (8. června 1904 Zeleneč – 22. května 1981 Bratislava) byl důstojník československé armády slovenské národnosti, účastník Slovenského národního povstání a politický vězeň komunistického režimu.

## Život

### Před druhou světovou válkou
Jozef Marko se narodil 8. června 1904 v Zelenči nedaleko Trnavy v rodině Felixe Marka a Sidónie, rozené Páleníkové. Mezi lety 1914 a 1922 vystudoval reálné gymnázium postupně v Bratislavě a Trnavě. Začal studovat na Právnické fakultě Univerzity Komenského v Bratislavě, ale z finančních důvodů studia nedokončil. Nastoupil prezenční vojenskou službu a rozhodl se stát se vojákem z povolání. Mezi lety 1924 a 1926 studoval na Vojenské akademii v Hranicích a následně působil u spojovacího vojska. Sloužil jako velitel čety telegrafního praporu v Trnavě, od roku 1929 v Kutné Hoře, od roku 1933 jako velitel roty v Týně nad Vltavou, poté opět v Kutné Hoře a následně v Brně. V roce 1936 se stal pedagogem na Vojenské akademii v Hranicích, kde vyučoval až do rozpadu Československa v březnu 1939. Dosáhl hodnosti kapitána.

### Druhá světová válka
Po rozpadu Československa v březnu 1939 přešel Jozef Marko do nově vzniklé slovenské armády a to jako velitel spojovacího vojska u Ministerstva národní obrany v Bratislavě, od 1. května téhož roku pak jako velitel spojovacího praporu 1 v Turčianském svatém Martině, kde měl za úkol i vybudování spojařského učiliště. Během příprav na napadení Polska bylo v srpnu 1939 jeho velitelství přesunuto do Spišské Nové Vsi, kde poté spolupracoval na budování spojařského centra Slovenské armády. K 1. lednu 1944 byl převelen do Banské Bystrice.

#### Slovenské národní povstání
Jozef Marko započal s navazováním kontaktů s odbojáři již v roce 1940. Měl velkou zásluhu na vybudování kontaktů mezi Slovenskou národní radou a vysokými činiteli Slovenské armády. Z pověření rady s nimi také sám jednal, mj. i s generálem Jánem Golianem. Po vzniku Vojenského ústředí připravujícího Slovenské národní povstání se stal jeho členem. Zasloužil se zejména opět o budování styků a informačních kanálů mezi jednotlivými povstaleckými subjekty a i s činiteli zahraničního odboje. Zorganizoval a absolvoval množství důležitých jednání, staral se i o materiální zabezpečení partyzánů. Po vypuknutí povstání se stal velitelem jeho spojovacího vojska, mj. se zasloužil o zřízení a provoz Svobodného slovenského vysílače a rovněž o jeho náhradu po zničení nepřítelem. Dne 12. září se stal členem Rady na obranu Slovenska, která se následně pokoušela koordinovat činnost armády a partyzánů. Po pádu povstání odešel 28. října 1944 do hor, skrýval se u obce Hiadeľ. V prosinci téhož roku se přesunul do svého rodiště vydávaje se za východoslovenského evakuanta, kde se pak ukrýval do konce války. Tu zakončil v hodnosti plukovníka.

### Po druhé světové válce
Mezi lety 1945 a 1948 působil Jozef Marko jako velitel spojovacího vojska při Ministerstvu národní obrany v Praze. Spolupodílel se na zřízení Svazu vojáků Slovenského národního povstání. K 19. únoru 1947 byl povýšen na brigádního generála. Po tzv. Vítězném únoru byl 27. března 1948 odeslán na zdravotní dovolenou a k 1. září téhož roku přeřazen do zálohy. Mezi lety 1949 a 1950 byl poprvé z politických důvodů degradován a vězněn, poté pracoval převážně pro podniky spojů. V roce 1958 byl opět zatčen v souvislosti s politickým procesem proti Imrichu Karvašovi a 25. března 1959 odsouzen na čtrnáct let vězení za velezradu. Propuštěn byl díky amnestii v roce 1963, nadále byl ale sledován Státní bezpečností. Do roku 1968 pracoval pro Lidové družstvo invalidů, následně odešel do důchodu. Během tvz. Pražského jara se angažoval v organizaci pro obranu lidských práv, což mu během normalizace přineslo opětovné sledování Státní bezpečností. Zemřel 22. května 1981 v Bratislavě. Pohřben je na hřbitově v bratislavském Slavíčím údolí.  Hodnost generálmajora in memoriam mu byla navrácena v roce 1991.

## Vyznamenání
- 1945 Československá medaile za zásluhy I. stupně
- 1945 Řád Slovenského národního povstání I. třídy
- 1946 Československá medaile Za chrabrost před nepřítelem
- 1946 Československý válečný kříž 1939
- 1948 Řád čestné legie V. třídy